# Zu’an
Zu'an (kinesiska: 祖庵, Zu’an Zhen, 祖庵镇) är en köpinghuvudort i Kina. Den ligger i provinsen Shaanxi, i den nordvästra delen av landet, omkring 43 kilometer sydväst om provinshuvudstaden Xi'an. Antalet invånare är 27 642. Befolkningen består av 13 214 kvinnor och 14 428 män. Barn under 15 år utgör 15,0 %, vuxna 15-64 år 76 %, och äldre över 65 år 8,0 %.
Runt Zu'an är det tätbefolkat, med 442 invånare per kvadratkilometer. Närmaste större samhälle är Yuxia, 13,8 km öster om Zu'an. Trakten runt Zu'an består till största delen av jordbruksmark.
Genomsnittlig årsnederbörd är 669 millimeter. Den regnigaste månaden är september, med i genomsnitt 149 mm nederbörd, och den torraste är december, med 1 mm nederbörd.